# Little Bollington with Agden
Little Bollington with Agden är en civil parish i distriktet Cheshire East, i grevskapet Cheshire, i England. Civil parish är belägen 9 km från Knutsford. Det inkluderar Little Bollington. Civil parishen inrättades den 1 april 2023.